# NGC 6069
NGC 6069 este o galaxie eliptică situată în constelația Coroana Boreală. A fost descoperită în 21 iunie 1882 de către Édouard Stephan⁠(d).